# Plagiothecium svalbardense
Plagiothecium svalbardense là một loài rêu trong họ Plagiotheciaceae. Loài này được Frisvoll mô tả khoa học đầu tiên năm 1996.